# Diogo António Alberto
Diogo António Alberto (sinh ngày 1 tháng 3 năm 1989) là một cầu thủ bóng đá người Mozambique hiện tại thi đấu ở vị trí tiền vệ cho Clube Ferroviário de Maputo.